# لان وایو
لان وایو (انگلیسی: Loune Viaud؛ زادهٔ c. 1966) اهل هائیتی است. وایو مدیر اجرایی زانمی لاسانته یک سازمان غیرانتفاعی مراقبت سلامت در هائیتی است.
وی همچنین برندهٔ جوایزی همچون جایزه حقوق بشر رابرت اف. کندی شده‌است.